# 50e cérémonie des NAACP Image Awards
La 50e cérémonie des NAACP Image Awards, organisée par National Association for the Advancement of Colored People, a lieu le 30 mars 2019. Cette cérémonie consacrée à l'année 2018, récompense chaque année, depuis 1967, les meilleurs films, musiques, livres, émissions et les meilleurs professionnels de la communauté afro-américaine.

## Généralités
Afin de fêter ce 50e anniversaire, la cérémonie se déroule, pour la toute première fois, au Théâtre Dolby et sera diffusée en direct sur TV One (États-Unis).
Les nominations sont rendues publiques le 13 février 2019,,,,. Logan Browning, héroïne de la série télévisée Dear White People et Winston Duke, révélé par Black Panther, ont annoncé les prétendants.
L'éligibilité des candidatures a eu lieu du 1er janvier 2018 au 31 décembre 2018.
- Avec 17 nominations, le blockbuster à succès Black Panther domine ce 50ème anniversaire des Image Awards[8].
- La plateforme Netflix, avec 22 nominations, devance largement les réseaux emblématiques tels que ABC, HBO, NBC et FOX.
- Marvel Studios est en lice pour 13 nominations[6].
- Côté musique, c'est le label RCA Records qui est en tête avec 11 nominations, suivi par Interscope Records.
- La série télévisée dramatique This Is Us se distingue aussi avec 6 nominations, réparties dans 5 catégories[9].
- Donald Glover / Childish Gambino est en lice pour 5 awards, incluant les catégories : acteur, réalisation et artiste masculin[6],[10].
- L’absence de la série Pose, saluée par les critiques, est soulignée par la presse[11] (ainsi que par Janet Mock, l'une des actrices principales[12]), estimant que Billy Porter pouvait notamment prétendre à un prix[7].
- Le public doit voter pour le Special Award de l'Entertainer of the Year, annoncé le 8 février 2019, entre : la chanteuse et actrice Beyoncé, la star de Black Panther Chadwick Boseman, l'actrice et productrice Regina King, le joueur de basket-ball LeBron James et le réalisateur Ryan Coogler[2],[13].

## Présentateurs et invités

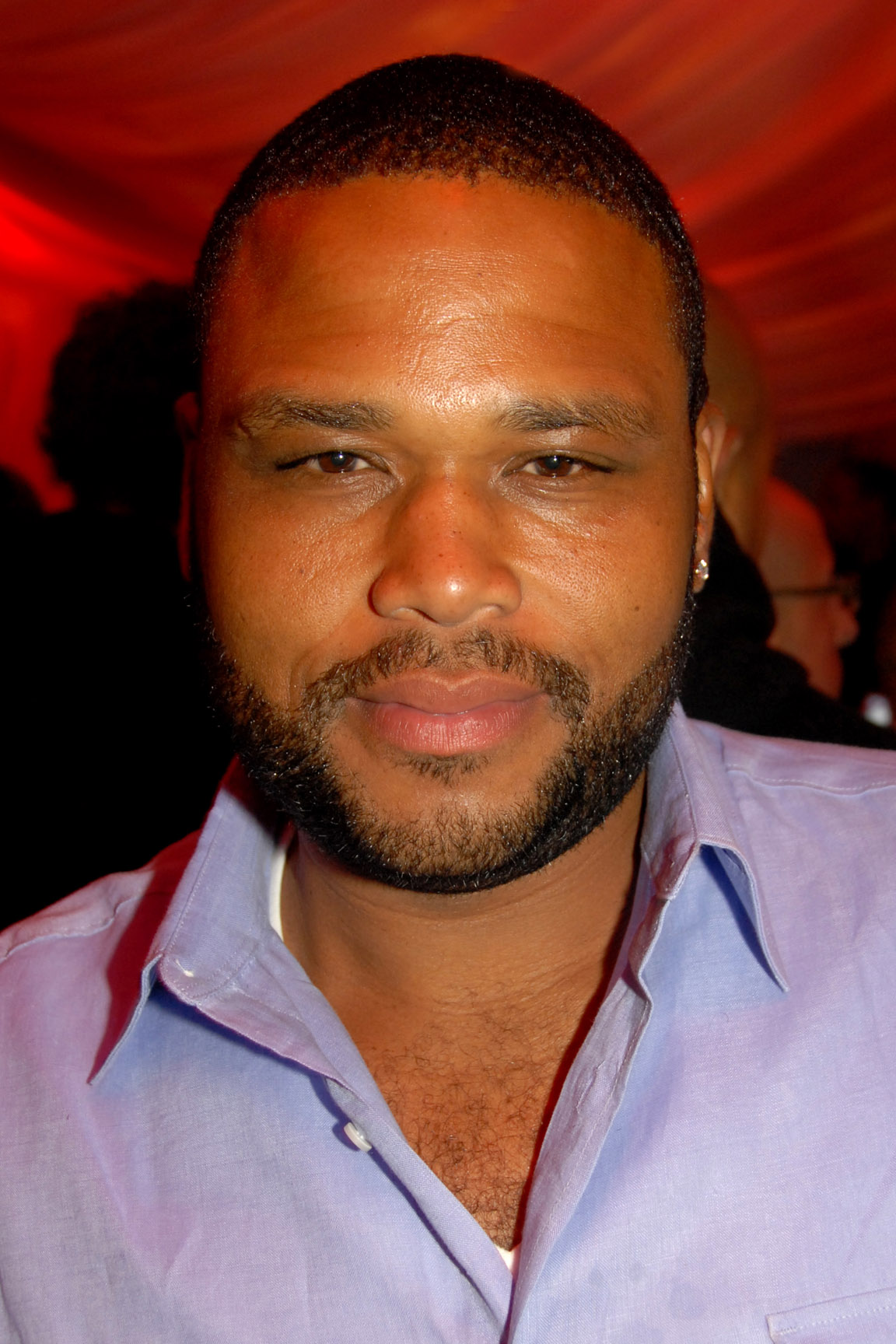
Photographie de 2010, d'Anthony Anderson, présentateur de la cérémonie pour la sixième année consécutive.

- Pour la sixième année consécutive, c’est l’acteur et producteur Anthony Anderson qui assure le rôle d'hôte de la cérémonie[14],[15].

## Palmarès
Les lauréats seront indiqués ci-dessous dans chaque catégorie et en caractères gras,.

### Cinéma

#### Meilleur film(Outstanding Motion Picture)
- Black Panther (Marvel Studios)
- BlacKkKlansman (Focus Features)
- Crazy Rich Asians (Warner Bros. Pictures)
- Si Beale Street pouvait parler (Annapurna Pictures)
- The Hate U Give (20th Century Fox)

#### Meilleur film indépendant(Outstanding Independent Motion Picture)
- BlacKkKlansman (Focus Features)
- Si Beale Street pouvait parler (Annapurna Pictures)
- Une femme de tête (Marc Platt Production/Badabing Pictures Production pour Netflix)
- Sorry to Bother You (Annapurna Pictures)
- Traffik (en) (Codeblack Films (en)/Lionsgate)

#### Meilleur réalisateur dans un film(Outstanding Directing in a Motion Picture)
- Barry Jenkins, Si Beale Street pouvait parler (Annapurna Pictures)
- Spike Lee, BlacKkKlansman (Focus Features)
- Steve McQueen, Widows (20th Century Fox)
- Ryan Coogler, Black Panther (Marvel Studios)
- Alan Hicks, Rashida Jones, Quincy (en) (A Le Train Train\Bob’s Your Uncle\Tribeca Productions pour Netflix)

#### Meilleur scénariste dans un film(Outstanding Writing in a Motion Picture)
- Barry Jenkins, Si Beale Street pouvait parler (Annapurna Pictures)
- Boots Riley, Sorry To Bother You, (Annapurna Pictures)
- Charlie Wachtel, David Rabinowitz, Kevin Willmott (en), Spike Lee, BlacKkKlansman (Focus Features)
- Peter Chiarelli, Adele Lim (en), Crazy Rich Asians (Warner Bros. Pictures)
- Ryan Coogler, Joe Robert Cole (en), Black Panther (Marvel Studios)

#### Meilleure actrice dans un film(Outstanding Actress in a Motion Picture)
- Amandla Stenberg, The Hate U Give (20th Century Fox)
- Constance Wu, Crazy Rich Asians (Warner Bros. Pictures)
- KiKi Layne, Si Beale Street pouvait parler (Annapurna Pictures)
- Sanaa Lathan, Une femme de tête (Marc Platt Production/Badabing Pictures Production pour Netflix)
- Viola Davis, Widows (20th Century Fox)

#### Meilleur acteur dans un film(Outstanding Actor in a Motion Picture)
- Chadwick Boseman, Black Panther (Marvel Studios)
- Michael B. Jordan, Creed 2 (Metro-Goldwyn-Mayer)
- Denzel Washington, Equalizer 2 (Columbia Pictures)
- John David Washington, BlacKkKlansman (Focus Features)
- Stephan James, Si Beale Street pouvait parler (Annapurna Pictures)

#### Meilleur second rôle féminin dans un film(Outstanding Supporting Actress in a Motion Picture)
- Danai Gurira, Black Panther (Marvel Studios)
- Letitia Wright, Black Panther (Marvel Studios)
- Lupita Nyong’o, Black Panther (Marvel Studios)
- Regina Hall, The Hate U Give (20th Century Fox)
- Regina King, Si Beale Street pouvait parler (Annapurna Pictures)

#### Meilleur second rôle masculin dans un film(Outstanding Supporting Actor in a Motion Picture)
- Brian Tyree Henry, Si Beale Street pouvait parler (Annapurna Pictures)
- Mahershala Ali, Green Book (Universal Pictures, Participant Media, DreamWorks)
- Michael B. Jordan, Black Panther (Marvel Studios)
- Russell Hornsby, The Hate U Give (20th Century Fox)
- Winston Duke, Black Panther (Marvel Studios)

#### Meilleure révélation dans un film(Outstanding Breakthrough Performance in a Motion Picture)
- Storm Reid, Un raccourci dans le temps (Walt Disney Studios Entertainment)
- Letitia Wright, Black Panther (Marvel Studios)
- Winston Duke, Black Panther (Marvel Studios)
- John David Washington, BlacKkKlansman (Focus Features)
- KiKi Layne, Si Beale Street pouvait parler (Annapurna Pictures)

#### Meilleure distribution dans un film(Outstanding Ensemble Cast in a Motion Picture)
- Black Panther (Marvel Studios)
- BlacKkKlansman (Focus Features)
- Crazy Rich Asians (Warner Bros. Pictures)
- The Hate U Give (20th Century Fox)
- Widows (20th Century Fox)

### Télévision

#### Meilleur doublage(Outstanding Character Voice-Over Performance) – (Television or Film)
- Issa Rae, BoJack Horseman (Netflix)
- Laya Deleon Hayes, Doc McStuffins (Disney Junior)
- Mahershala Ali, Spider-Man: New Generation (Columbia Pictures, Sony Pictures Animation, Marvel)
- Samuel L. Jackson, Les Indestructibles 2 (Disney, Pixar Animation Studios)
- Shameik Moore, Spider-Man: New Generation (Columbia Pictures, Sony Pictures Animation, Marvel)

#### Meilleur programme pour enfants(Outstanding Children's Program)
- Doc McStuffins (Disney Junior)
- Avengers : La Quête de Black Panther (Disney XD)
- La Magie de Motown (Motown Magic) (Netflix)
- Sesame Street (HBO)
- Top Chef Junior (en) (Universal Kids (en))

#### Dramatique

##### Meilleure série dramatique(Outstanding Drama Series)
- Murder (ABC)
- Power (Starz)
- Queen Sugar (en) (OWN)
- The Chi (Showtime)
- This Is Us (NBC)

##### Meilleure actrice dans une série dramatique(Outstanding Actress in a Drama Series)
- Alfre Woodard, Luke Cage (Netflix)
- Naturi Naughton, Power (Starz)
- Rutina Wesley, Queen Sugar (en) (OWN
- Taraji P. Henson, Empire (FOX)
- Viola Davis, Murder (ABC)

##### Meilleur acteur dans une série dramatique(Outstanding Actor in a Drama Series)
- Jason Mitchell, The Chi (Showtime)
- Keith David, Greenleaf (OWN)
- Kofi Siriboe (en), Queen Sugar (en) (OWN)
- Omari Hardwick, Power (Starz)
- Sterling K. Brown, This Is Us (NBC)

##### Meilleur second rôle féminin dans une série dramatique(Outstanding Supporting Actress in a Drama Series)
- CCH Pounder, NCIS : Nouvelle-Orléans (CBS)
- Lynn Whitfield, Greenleaf (OWN)
- Sanaa Lathan, The Affair (Showtime)
- Susan Kelechi Watson, This Is Us (NBC)
- Thandie Newton, Westworld (HBO)

##### Meilleur second rôle masculin dans une série dramatique(Outstanding Supporting Actor in a Drama Series)
- Jesse Williams, Grey's Anatomy (ABC)
- Joe Morton, Scandal (ABC)
- Jussie Smollett, Empire (FOX)
- Romany Malco, A Million Little Things (ABC)
- Wendell Pierce, Jack Ryan (Prime Video)

##### Meilleur réalisateur pour une série dramatique(Outstanding Director in a Drama Series)
- Ayoka Chenzira (en), Queen Sugar (en) (OWN)
- Deborah Chow, Better Call Saul (AMC)
- Dee Rees, Philip K. Dick’s Electric Dreams (Prime Video)
- Salli Richardson-Whitfield, Luke Cage (Netflix)
- Zetna Fuentes (en), Murder (ABC)

##### Meilleur scénariste pour une série dramatique(Outstanding Writer in a Drama Series)
- Janine Sherman Barrois (en), Claws (TNT)
- Kay Oyegun, This Is Us (NBC)
- Lena Waithe, The Chi (Showtime)
- Patrick Joseph Charles, Black Lightning (The CW/Netflix)
- Lena Waithe, Dime Davis, The Chi (Showtime)

#### Comique

##### Meilleure série comique(Outstanding Comedy Series)
- Atlanta (FX Networks)
- Black-ish (ABC)
- Dear White People (Netflix)
- Grown-ish (Freeform)
- Insecure (HBO)

##### Meilleure actrice dans une série comique(Outstanding Actress in a Comedy Series)
- Danielle Brooks, Orange is the New Black (Netflix)
- Issa Rae, Insecure (HBO)
- Logan Browning, Dear White People (Netflix)
- Tracee Ellis Ross, Black-ish (ABC)
- Yara Shahidi, Grown-ish (Freeform)

##### Meilleur acteur dans une série comique(Outstanding Actor in a Comedy Series)
- Anthony Anderson, Black-ish (ABC)
- Cedric the Entertainer, The Neighborhood (CBS)
- Donald Glover, Atlanta (FX Networks)
- Dwayne Johnson, Ballers (HBO)
- Tracy Morgan, The Last O.G. (TBS)

##### Meilleur second rôle féminin dans une série comique(Outstanding Supporting Actress in a Comedy Series)
- Essence Atkins, Marlon (NBC)
- Marsai Martin, Black-ish (ABC)
- Natasha Rothwell, Insecure (HBO)
- Uzo Aduba, Orange is the New Black (Netflix)
- Yvonne Orji, Insecure (HBO)

##### Meilleur second rôle masculin dans une série comique(Outstanding Supporting Actor in a Comedy Series)
- Jay Ellis, Insecure (HBO)
- John David Washington, Ballers (HBO)
- Laurence Fishburne, Black-ish (ABC)
- Marcus Scribner, Black-ish (ABC)
- Tituss Burgess, Unbreakable Kimmy Schmidt (Netflix)

##### Meilleur réalisateur pour une série comique(Outstanding Director in a Comedy Series)
- Donald Glover, Atlanta (FX Networks)
- Gina Rodriguez, Jane the Virgin (CW)
- Hiro Murai (en), Atlanta (FX Networks)
- Ken Whittingham, Atypical (Netflix)
- Millicent Shelton (en), Insecure (HBO)

##### Meilleur scénariste pour une série comique(Outstanding Writer in a Comedy Series)
- Justin Simien, Dear White People (Netflix)
- Marquita J. Robinson, GLOW (Netflix)
- Peter H. Saji, Black-ish (ABC)
- Regina Y. Hicks, Insecure (HBO)
- Trevor Noah, Steve Budow, David Kibuuka, Zhubin Parang (en), Dan Amira, Lauren Sarver Means, Daniel Radosh (en), David Angelo, Devin Trey Delliquanti, Zachary DiLanzo, The Daily Show with Trevor Noah (Comedy Central)

##### Meilleur(e) acteur/actrice invité(e) dans une série télévisée comique où dramatique(Outstanding Guest Performance in a Comedy or Drama Series)
- Erika Alexander, Black Lightning (The CW Television Network)
- Kendrick Lamar, Power (Starz)
- Kerry Washington, Murder (ABC)
- Loretta Devine, Love Is_ (en) (OWN)
- Tisha Campbell-Martin, Empire (FOX)

#### Téléfilm et mini-série

##### Meilleur téléfilm ou mini-série(Outstanding Television Movie, Limited-Series or Dramatic Special)
- Behind The Movement (TV One)
- Jesus Christ Superstar Live in Concert (NBC)
- Seven Seconds (Netflix)
- The Bobby Brown Story (BET)
- The Simone Biles Story: Courage to Soar (Lifetime)

##### Meilleure performance d'un jeune dans un téléfilm ou une mini-série(Outstanding Performance by a Youth in a Television Movie, Mini-Series or Dramatic Special)
- Alex R. Hibbert (de), The Chi (Showtime)
- Lonnie Chavis, This Is Us (NBC)
- Lyrics Ross, This Is Us (NBC)
- Marsai Martin, Black-ish (ABC)
- Miles Brown, Black-ish (ABC)

##### Meilleure actrice dans un téléfilm ou une mini-série(Outstanding Actress in a Television Movie, Mini-Series or Dramatic Special)
- Anna Deavere Smith, Notes from the Field (en) (HBO)
- Gabrielle Dennis (en), The Bobby Brown Story (BET)
- Jeanté Godlock, The Simone Biles Story: Courage to Soar (Lifetime)
- Regina King, Seven Seconds (Netflix)
- Toni Braxton, Faith Under Fire: The Antoinette Tuff Story (Lifetime)

##### Meilleur acteur dans un téléfilm ou une mini-série(Outstanding Actor in a Television Movie, Mini-Series or Dramatic Special)
- Brandon Victor Dixon, Jesus Christ Superstar Live in Concert (NBC)
- John Legend, Jesus Christ Superstar Live in Concert (NBC)
- Michael B. Jordan, Fahrenheit 451 (HBO)
- Russell Hornsby, Seven Seconds (Netflix)
- Woody McClain, The Bobby Brown Story (BET)

##### Meilleur réalisateur dans un téléfilm ou une mini-série(Outstanding Director in a Motion Picture - Television)
- Ernest Dickerson, Seven Seconds: Until It Do (Netflix)
- Ramin Bahrani, Fahrenheit 451 (HBO)
- Tanya Hamilton (en), Seven Seconds: That What Follows (Netflix)
- Tracy Heather Strain, Lorraine Hansberry: Sighted Eyes/Feeling Heart (PBS)
- Victoria Mahoney (en), Seven Seconds: Witness for the Prosecution (Netflix)

##### Meilleur scénariste dans un téléfilm ou une mini-série(Outstanding Writer in a Motion Picture - Television)
- Anna Deavere Smith, Notes from the Field (en) (HBO)
- J. David Shanks, Seven Seconds (Netflix)
- Katrina M. O’Gilvie, Behind the Movement (TV One)
- Ramin Bahrani, Amir Naderi, Fahrenheit 451 (HBO)
- Shalisha Francis, Seven Seconds (Netflix)

#### Emission de télé-réalité/compétition

##### Meilleure émission de variétés(Outstanding Variety - Series or Special)
- 2 Dope Queens (en) (HBO)
- Black Girls Rock! (en) (BET)
- Bruno Mars: 24K Magic Live at the Apoll (CBS)
- Saturday Night Live (NBC)
- Trevor Noah: Son of Patricia (Netflix)

##### Meilleure émission d'informations(Outstanding News, Talk or Information - Series or Special)
- ESPN's First Take (en) (ESPN)
- Red Table Talk (en) (Facebook Watch)
- The Daily Show with Trevor Noah (Comedy Central)
- The Real (en) (Syndicated)
- The View (ABC)

##### Meilleur programme de télé-réalité/compétition(Outstanding Reality Program/Reality Competition Series)
- Iyanla: Fix My Life (en) (OWN)
- Lip Sync Battle (en) (Paramount Network)
- RuPaul's Drag Race (VH1)
- Shark Tank (ABC)
- The Voice (NBC)

##### Meilleur programme d'information(Outstanding News / Information) - (Series or Special)
- A Thousand Words With Michelle Obama (BET)
- AM Joy (MSNBC)
- Angela Rye's State of the Union (BET)
- Oprah Winfrey Presents: Becoming Michelle Obama (OWN)
- Unsung (en) (TV One)

##### Meilleur présentateur d'émission de variétés/d'informations(Outstanding Host in a Talk, Reality, News/ Information or Variety) - (Series or Special)
- Jada Pinkett Smith, Adrienne Banfield Norris, Willow Smith, Red Table Talk (en) (Facebook Watch)
- Joy Reid (en), AM Joy (MSNBC)
- LeBron James, The Shop (HBO)
- Lester Holt, NBC Nightly News with Lester Holt (NBC)
- Trevor Noah, The Daily Show with Trevor Noah (Comedy Central)

##### Meilleur présentation d'émission de télé-réalité/compétition(Outstanding Host in a Reality/Reality Competition, Game Show or Variety (Series or Special) - Individual or Ensemble
- Iyanla Vanzant, Iyanla: Fix My Life (en) (OWN)
- LL Cool J, Lip Sync Battle (en) (Paramount Network)
- Queen Latifah, Black Girls Rock (en) (BET)
- RuPaul, RuPaul's Drag Race (VH1)
- Steve Harvey, Family Feud (Syndication)

#### Documentaire

##### Meilleur documentaire(Outstanding Documentary) – (Film)
- Amazing Grace (Sundial Pictures/Neon)
- Making The Five Heartbeats (Green Lighthouse)
- Quincy (en) (Netflix)
- RBG (CNN)
- Whitney (Roadside Attractions (en)/Miramax)

##### Meilleur documentaire(Outstanding Documentary) – (Television)
- Hope & Fury: MLK, The Movement and the Media (NBC)
- King in the Wilderness (en) (HBO)
- Say Her Name: The Life and Death of Sandra Bland (HBO)
- Shut Up & Dribble (Showtime)
- Time For Ilhan (Fuse)

### Musique

#### Meilleur nouvel artiste(Outstanding New Artist)
- Ella Mai (10 Summers/Interscope Records)
- Jade Novah (EMPIRE)
- Koryn Hawthorne (en) (RCA Inspiration (en))
- Omar Wilson (en) (BSE Recordings)
- Tory Lanez (Mad Love/Interscope Records)

#### Meilleur artiste féminine(Outstanding Female Artist)
- Andra Day (Warner Bros. Records)
- Ella Mai (10 Summers/Interscope Records)
- H.E.R. (RCA Records)
- Janelle Monae (Atlantic Records)
- Janet Jackson (Rhythm Nation)

#### Meilleur artiste masculin(Outstanding Male Artist)
- Bruno Mars (Atlantic Records)
- Childish Gambino (RCA Records)
- John Legend (Columbia Records)
- MAJOR. (BOE/Empire)
- Raheem DeVaughn (en) (BMG)

#### Meilleur duo ou groupe(Outstanding Duo or Group Collaboration)
- A Good Night (en), John Legend feat. BloodPop (en) (Columbia Records)
- All the Stars - Black Panther, Kendrick Lamar, SZA (Top Dawg Entertainment/Aftermath/Interscope Records)
- Could've Been, H.E.R., Bryson Tiller (RCA Records)
- Finesse (Remix), Bruno Mars feat. Cardi B (Atlantic Records)
- Everything Is Love, The Carters (en) (Roc Nation)

#### Meilleur album de jazz(Outstanding Jazz Album)
- Facing Dragons, Christian Sands (en) (Mack Avenue)
- Hollywood Africans, Jon Batiste (Verve)
- RISE!, Ben Tankard (en) feat. Marion Meadows (en), Kirk Whalum, Paul Jackson Jr. (Ben-Jamin' Universal Music)
- The Story of Jaz, Jazmin Ghent feat. Jeff Lorber, James P. Lloyd, Kim Scott, Philippe Saisse (Jazmin Ghent Music)
- Waiting for the Sunrise, Camille Thurman (de) (Chesky Records (en))

#### Meilleur album de gospel(Outstanding Gospel Album)
- Heart. Passion. Pursuit. Live at Passion City Church, Tasha Cobbs Leonard (Motown)
- Hidding Place (en), Tori Kelly (Capitol Records)
- Make Room, Jonathan McReynolds (en) (Entertainment One)
- One Nation Under God, Jekalyn Carr (en) (LMG)
- Unstoppable, Koryn Hawthorne (en) (RCA Inspiration (en))

#### Meilleur clip vidéo(Outstanding Music Video/Visual Album)
- Apeshit, The Carters (en) (Roc Nation)
- Could’ve Been, H.E.R. feat. Bryson Tiller (RCA Records)
- Finesse (Remix), Bruno Mars feat. Cardi B (Atlantic Records)
- This Is America, Childish Gambino (RCA Records)
- All the Stars, Kendrick Lamar, SZA (Top Dawg Entertainment/Aftermath/Interscope Records)

#### Meilleure chanson Contemporaine(Outstanding Song, Contemporary)
- A Good Night (en), John Legend feat. BloodPop (en) (Columbia Records)
- As I Am, H.E.R. (RCA Records)
- Boo'd Up, Ella Mai (10 Summers/Interscope Records)
- Finesse (Remix), Bruno Mars feat. Cardi B (Atlantic Records)
- This Is America, Childish Gambino (RCA Records)

#### Meilleure chanson Traditionnel(Outstanding Song, Traditional)
- Amen, Andra Day (Warner Bros. Records)
- Better With You In It, MAJOR. (BOE/Empire)
- Beyond, Leon Bridges (Columbia Records)
- Long As I Live (en), Toni Braxton (Def Jam Recordings)
- Never Alone, Tori Kelly feat. Kirk Franklin (Capitol Records)

#### Meilleur album(Outstanding Album)
- Dirty Computer, Janelle Monáe (Atlantic Records)
- Ella Mai (en), Ella Mai (10 Summers/Interscope Records)
- Even More, MAJOR. (BOE/Empire)
- Everything Is Love, The Carters (en) (Roc Nation)
- I Used to Know Her: The Prelude (en), H.E.R. (RCA Records)

##### Meilleure bande originale(Outstanding Soundtrack/Compilation)
- Black Panther The Album Music (Interscope Records)
- Greenleaf, Season 3 (Music from the Original TV series), (LionsGate Entertainment)
- Marvel’s Luke Cage Season Two, (Mondo Music)
- Insecure® Music From The HBO® Original Series, Season 3, (RCA Records)
- Spider-Man: New Generation (en), (Republic Records)

### Special Award

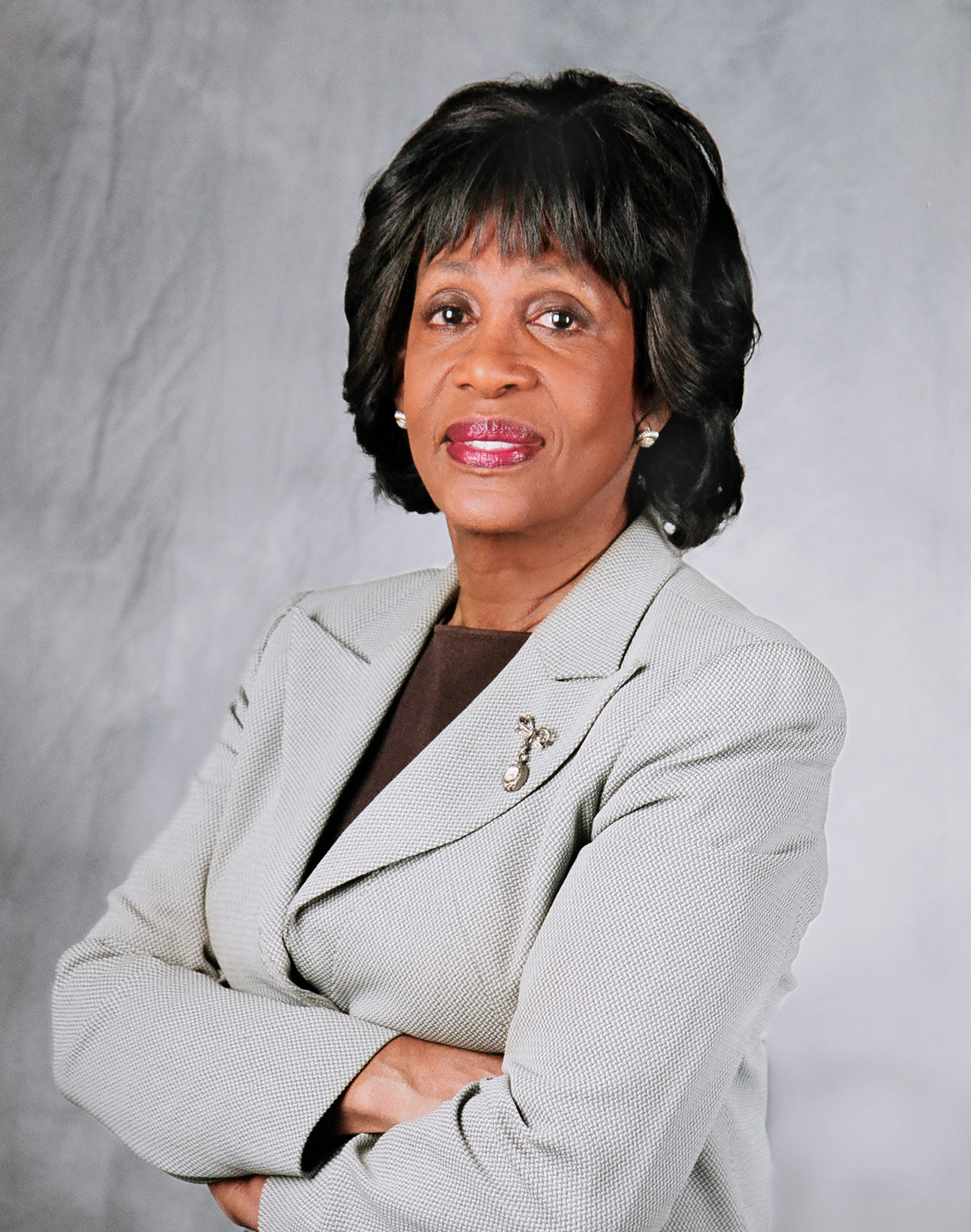
Maxine Waters reçoit le prix NAACP Chairman's Awards.

La cérémonie honore Maxine Waters par le NAACP Chairman's Award. Un prix spécial qui récompense l'engagement d'une personnalité en faveur de la communauté afro-américaine. Leon W. Russell, président du conseil, déclare à ce sujet :

« Je suis honoré de remettre le prix Chairman's Awards à la députée Waters, considérée comme l’une des femmes les plus influentes de la politique américaine et une source d’inspiration pour beaucoup. Ses 43 années de service public, d’abord à l’assemblée de l’État de Californie, puis à la Chambre des représentants des États-Unis, ont profité à d’innombrables Américains. En tant que reine et guerrière, la députée Waters a résisté à l'épreuve du temps en refusant de rester les bras croisés face aux assauts incessants perpétrés contre l'humanité des Afro-Américains et des gens de couleur. Nous la saluons, ainsi que son incroyable héritage. »

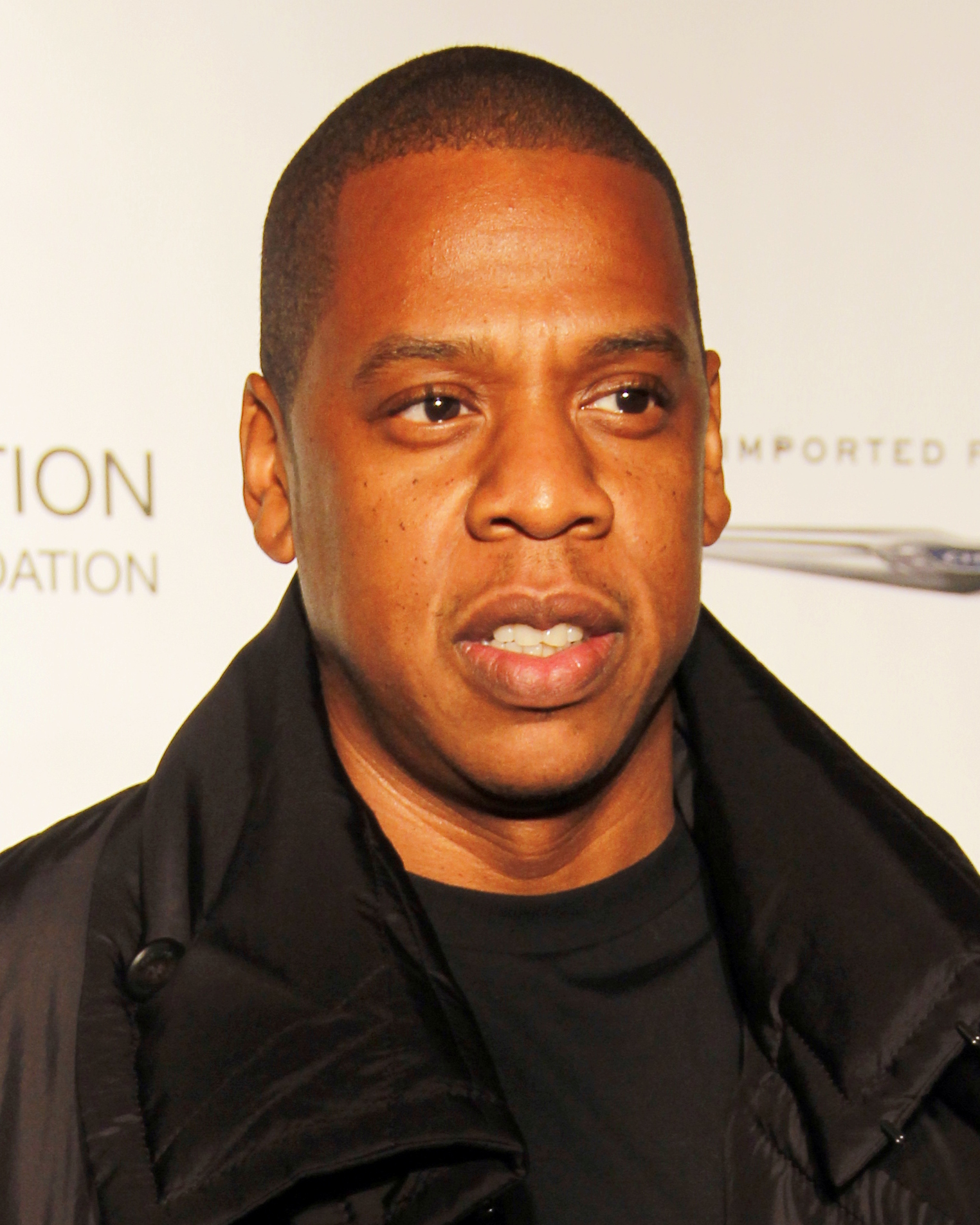
Jay-Z reçoit le prix President's Awards.

La cérémonie honore également Jay-Z par le President's Awards. Considérée comme l'une des récompenses les plus prestigieuses de la cérémonie, ce prix honore le travail du rappeur dans sa dimension sociale et politique. Muhammad Ali, John Legend, Spike Lee, Lauryn Hill ou encore Danny Glover furent autrefois honorés. Le président de la NAACP, Derrick Johnson déclare à ce sujet :

« Le President’s Award est un honneur que nous décernons avec soin à un individu, maintenant sa signification et sa propension à reconnaître l’excellence d’initiatives qui affectent directement notre communauté. Shawn Carter s’est engagé à tirer au grand jour les problèmes qui minent la communauté noire, incluant le racisme systématique et les traitements injustes qui ont lieu en dépit des lois, utilisant sa plate-forme globale afin de créer un changement durable. »

#### Entertainer of the Year
- Beyoncé
- Chadwick Boseman
- LeBron James
- Regina King
- Ryan Coogler

#### NAACP Chairman's Award
- Maxine Waters

#### President's Award
- Jay-Z